# TLR3
Le TLR3 (ou CD283) est une protéine de type récepteur de type Toll intervenant dans l'immunité inné. Il s'agit également d'une cluster de différenciation. Son gène est le TLR3 situé sur le chromosome 4 humain.

## Rôles
Il participe à l'immunité antivirale par l'intermédiaire de l'interféron de type 2.

## En médecine
Les porteurs de certains variants du gène ont une plus grande susceptibilité à une atteinte virale.